# Merlene Ottey

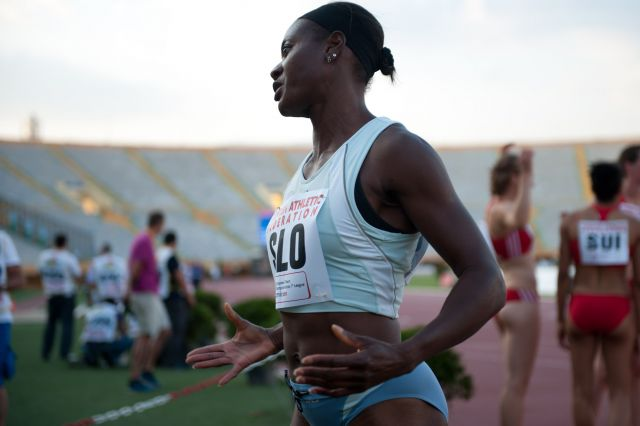
Izmir, 2011.

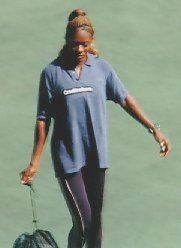
Ottey 1997-ben

Merlene Joyce Ottey (Jamaica, Pondside, 1960. május 10. –) jamaicai, majd szlovén színekben sportoló atléta.
Nyolc érmet nyert az olimpiákon, háromszoros világbajnok, 14 világbajnoki érme van. Minden idők egyik legnagyobb atlétája, aki 44 éves korában még részt vett az athéni olimpián, és elődöntős lett száz méteren. 2008-ban mindössze két századmásodperc hiányzott neki, hogy teljesítse a szintidőt a pekingi olimpián, de így nyolcadik olimpiáján már nem indult el, viszont részt vett 2010-ben a barcelonai Európa-bajnokságon.

## Élete
Hétgyermekes családba született negyedik gyerekként. Az atlétika felé édesanyja irányította. Iskoláiban a legjobb futók egyike volt. Az 1976-os montreali olimpia láttán határozta el, hogy el kell jutnia következő olimpiára.
1979-ben a nebraskai egyetemre került, és elvégezte a bölcsészkart. Ebben az évben bronzérmet nyert a pánamerikai játékokon kétszáz méteren. Az 1980-as moszkvai olimpián, majd Los Angelesben (1984), és Barcelonában (1992) is harmadik lett. Atlantában ötezred másodperc hátránnyal második lett Gail Devers mögött.
1999-ben doppingbotrányba keveredett, a Sydney-i Olimpia előtt anabolikus doppinggal vádolták meg, de végül fölmentették. Viszont nem került be hazája válogatottjába. Szlovén állampolgárságot kérve ezután Ljubljanában telepedett le.
„Sokkolt, hogy hazám sportvezetői nem törődtek velem, nekem országra volt szükségem, amelynek színeiben versenyezhetek. Szlovén edzőmnek, Srdjan Djordjevicnek köszönhetően nem volt nehéz a választás. Jamaicában azt mondták rólam, megőrültem, de nem hiszem, hogy mások véleményére adnom kellene.”
Összesen hét olimpián vett részt, háromszor szerzett ezüst-, hatszor pedig bronzérmet. Kétszer végzett a 4., egyszer-egyszer az 5., a 6. és a 8. helyen: így az olimpiák történetének pontszámait tekintve legsikeresebb sportolója.
1987 szeptembere és 1991 augusztusa között 57 versenyt nyert meg száz méteren, 200-on egymás után 36-szor volt veretlen.
A 2012-es atlétikai Európa-bajnokságon, 52 éves korában a 4x100-as szlovén csapat stabil tagja volt.
Jamaicában 2,4 méter magas bronzszobrot állítottak neki.

## Adatok
- Magasság: 173 cm
- Testsúly: 59 kg
- Lakóhelye: Ljubljana, Szlovénia
- Edző: Srdjan Djordjevic

Legnagyobb sikerei:
olimpia:
- Moszkva (1980): bronzérem 200 m
- Los Angeles (1984): bronzérem 100 és 200 m
- Barcelona (1992): bronzérem 200 m
- Atlanta (1996): ezüstérem 100 és 200 m; bronzérem 4×100 m
- Sydney (2000): ezüstérem 4×100 m

világbajnokság:
- Helsinki (1983): ezüstérem 200 m; bronzérem 4×100 m
- Róma (1987) bronzérem 100 és 200 m
- Tokió (1991) aranyérem 4×100 m; bronzérem 100 és 200 m
- Stuttgart (1993): aranyérem 200 m; ezüstérem 100 m; bronzérem 4×100 m
- Göteborg (1995): aranyérem 200; ezüstérem 100 és 4×100 m
- Athén (1997): bronzérem 200 m

legjobb időeredményei:
- 100 m: 10,74 mp (1996. szeptember 7., Milánó)
- 200 m: 21,64 mp (1991. szeptember 13., Brüsszel)